# Liam Garrigan

Liam Garrigan, 2022

Liam Garrigan (* 17. Oktober 1981 in Kingston upon Hull, East Riding of Yorkshire, England, Vereinigtes Königreich) ist ein britischer Theater- und Fernsehschauspieler.

## Leben
Liam Garrigan trat in seiner Jugend der Theatergesellschaft Northern Stage Company bei und studierte am College in seiner Geburtsstadt Kingston upon Hull. An der Guildhall School of Music and Drama in London absolvierte er eine professionelle Schauspielerausbildung. Als Fernsehdarsteller spielte er vor allem in Fernsehserien wie zum Beispiel Doctors von BBC oder Agatha Christie’s Marple von ITV mit. 2010 spielte er in dem Fernsehmehrteiler Die Säulen der Erde die Rolle des Alfred Builder, den Sohn von Tom Builder (Rufus Sewell).

## Filmografie (Auswahl)
- 2003: Holby City (Fernsehserie, 25 Folgen)
- 2004: The Afternoon Play (Fernsehserie, eine Folge)
- 2004: Doctors (Fernsehserie, eine Folge)
- 2005;2014: Gerichtsmediziner Dr. Leo Dalton (Silent Witness, Fernsehserie, 4 Folgen)
- 2005: Totally Frank (Fernsehserie, eine Folge)
- 2006: Ultimate Force (Fernsehserie, 3 Folgen)
- 2006–2007: The Chase (Fernsehserie, 20 Folgen)
- 2008: Small Dark Places (Kurzfilm)
- 2008–2011: Raw (Fernsehserie, 16 Folgen)
- 2008: He Kills Coppers (Fernsehfilm)
- 2009: Agatha Christie’s Marple (Fernsehreihe, Folge They Do It with Mirrors)
- 2009: Blue Murder (Fernsehserie, eine Folge)
- 2010: New Blood (Kurzfilm)
- 2010: Die Säulen der Erde (The Pillars of the Earth)
- 2012–2013: Strike Back (Fernsehserie, 11 Folgen)
- 2014: The Legend of Hercules
- 2014: 24: Live Another Day (Miniserie)
- 2015–2016: Once Upon a Time – Es war einmal … (Once Upon a Time, Fernsehserie)
- 2017: Transformers: The Last Knight
- 2018: The Terror (Fernsehserie, 9 Folgen)
- 2020: Alex Rider (Fernsehserie, 4 Folgen)
- 2021: Domina (Fernsehserie, 2 Folgen)
- 2022: Krieg der Welten (War of the Worlds, Fernsehserie, 2 Folgen)